# Barnardia numidica
Barnardia numidica là một loài thực vật có hoa trong họ Măng tây. Loài này được (Poir.) Speta mô tả khoa học đầu tiên năm 1986.